# Беренцвилер
Беренцвилер (фр. Berentzwiller) насеље је и општина у источној Француској у региону Алзас, у департману Горња Рајна која припада префектури Алткирх.
По подацима из 2011. године у општини је живело 327 становника, а густина насељености је износила 53,78 становника/km². Општина се простире на површини од 6,08 km². Налази се на средњој надморској висини од 360 метара (максималној 439 m, а минималној 355 m).

## Демографија
| 1962. | 1968. | 1975. | 1982. | 1990. | 1999. | 2011. |
| ----- | ----- | ----- | ----- | ----- | ----- | ----- |
| 207   | 207   | 207   | 222   | 233   | 313   | 327   |

График промене броја становника у току последњих година